# Коэтиви (аэропорт)
Аэропо́рт Коэти́ви (ИКАО: FSSC) расположен на коралловом острове Коэтиви, Сейшельская республика.
Аэропорт находится на высоте 3 метра над уровнем моря. Есть одна бетонная взлётно-посадочная полоса длиной 1400 метров.